# Marčani
Marčani is een plaats in de gemeente Čazma in de Kroatische provincie Bjelovar-Bilogora. De plaats telt 116 inwoners (2001).